# Zündapp 9-092

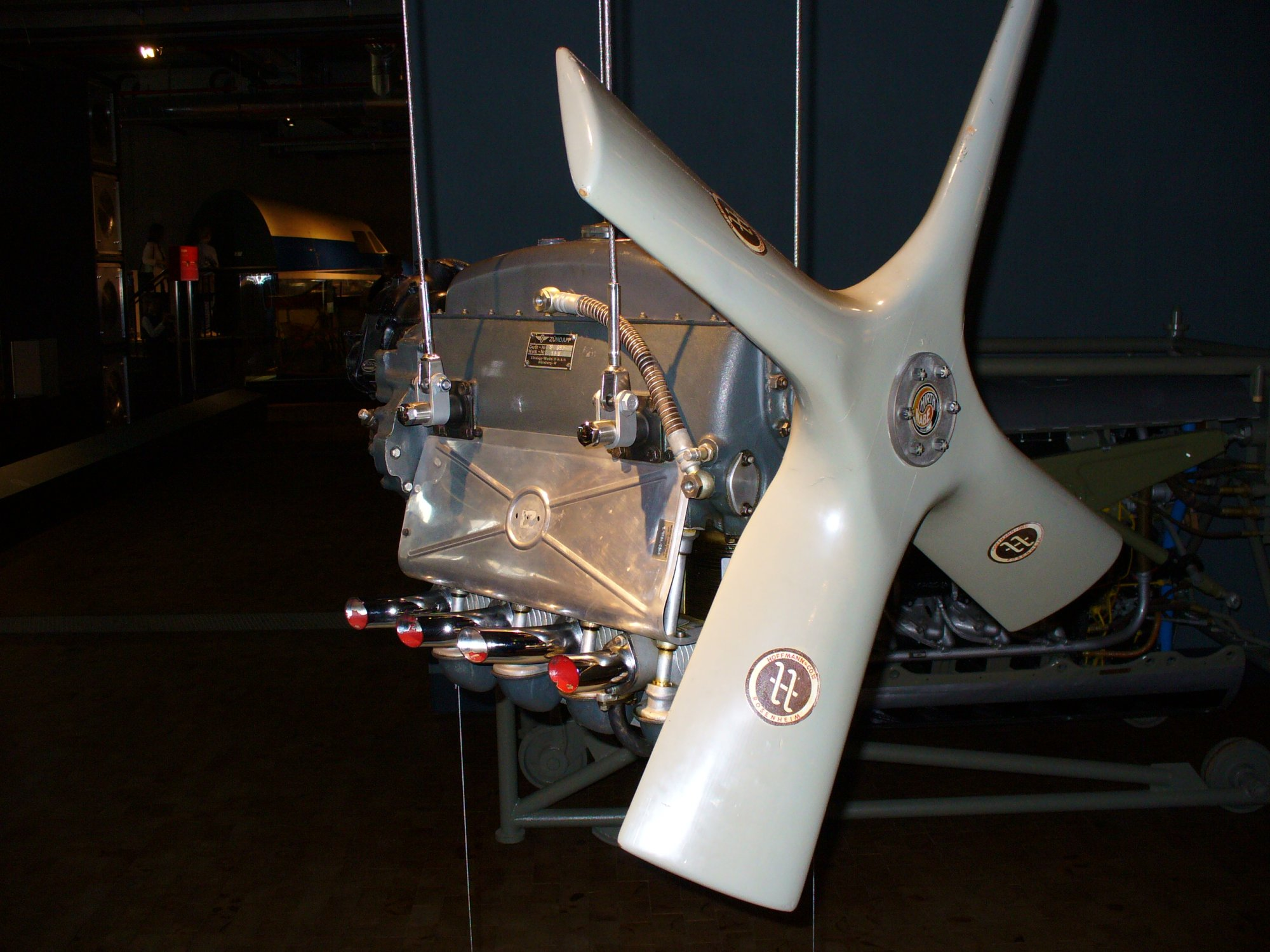
Zündapp 9-092

Der Zündapp 9-092 (auch Zündapp Z 92) war ein für die allgemeine Luftfahrt bestimmter Kolbenflugmotor der Nürnberger Zündapp-Werke. Der 1938 vorgestellte Vierzylinder-OHV-Motor war der direkte Nachfolger des kleineren Zündapp 9-090. Konstrukteur beider Motoren war Ernst Schmidt. Bis zur Fertigungseinstellung im Jahr 1940 konnten etwa 200 Stück hergestellt werden. Wie die Konkurrenzentwicklung, der etwas stärkere Hirth HM 515, war auch er für die sogenannten „Volksflugzeuge“ bestimmt, wie z. B. die von Franz Xaver Mehr konstruierte und als Einzelstück im Leipziger Erla Maschinenwerk gebaute Erla Me 5D. Die mit diesem Motor ausgerüsteten Flugzeuge stellten mehrere Klassenrekorde auf.
Es handelte sich um einen luftgekühlten Motor mit hängenden Zylindern, d. h. beim eingebauten Motor war die Kurbelwelle oben. Die Luftschraube wurde ohne Propellergetriebe direkt von der einteiligen, durchweg nadelgelagerten Kurbelwelle angetrieben. Die Kolben hatten drei Verdichtungsringe und einen Ölabstreifring. Hinten am Motor war der Hilfsgeräteantriebsdeckel angeflanscht. Die Gemischaufbereitung erfolgte in einem Fallstromvergaser vom Typ Pallas SAF 30 GL. Als Besonderheit verfügte der Motor über zwei Nockenwellen. Diese saßen rechts und links der Kurbelwelle und betätigten jeweils die Stoßstangen der Ein- und Auslassventile. An ihren vorderen Enden saßen die Druck- und Saugpumpe der Trockensumpfschmierung, wobei der Ventildeckel als Ölbehälter für die 4 Liter Schmiermittel diente.
Die hängenden, im halbkugeligen Verbrennungsraum schräg eingebauten Ventile wurden über Kipphebel betätigt, wodurch die Auslasskanäle im Zylinderkopf besonders kurz gehalten werden konnte. Da die Luft direkt über den Zylinderkopf geleitet werden konnte, verringerte sich so die thermische Belastung. Der Motor wurde von Hand mit einer einsteckbaren Kurbel gestartet.
Die Zündanlage bestand aus einem Bosch-Magnetzünder, der pro Zylinder eine Zündkerze versorgte (Einfachzündung). Die Zündzeitpunktverstellung erfolgte automatisch.
Der Motor wurde in die Flugzeuge Klemm Kl 105, Gotha Go 150, Bücker Bü 180, Siebel Si 202B, Erla 5D und Fieseler Fi 253 eingebaut. Einige wenige Motoren blieben erhalten. Je ein Motor ist im Deutschen Museum in München und im Technikmuseum Hugo Junkers in Dessau ausgestellt. Weitere Motoren (beschädigt durch Absturz) sind im Motorrad- und Technik-Museum in Großschönau/Sachsen und im Flugmuseum Aviaticum in Wiener Neustadt/Niederösterreich zu sehen.

## Technische Daten

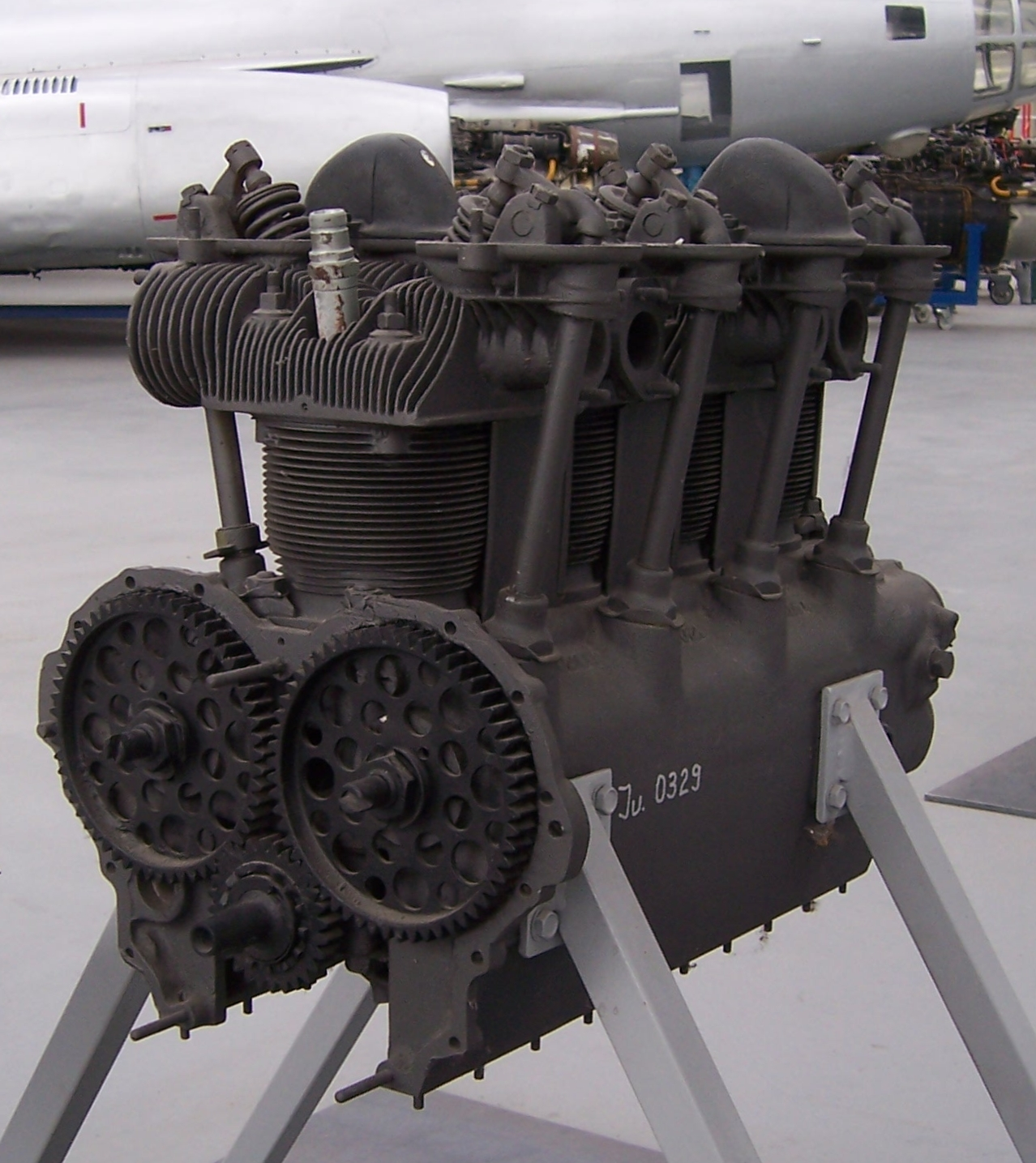
Zündapp Z 9-092 im Technikmuseum Hugo Junkers Dessau

- Startleistung: 37 kW (50 PS) bei 2300/min
- Dauerleistung: 33 kW (45 PS) bei 1990/min
- Spezifischer Verbrauch: 220 g/PSh
- Hubraum: 2 Liter
- Hub: 88 mm
- Bohrung: 85 mm
- Verdichtung: 6,2:1
- Länge: 800 mm
- Breite: 350 mm
- Höhe: 560 mm
- Gewicht: 60 kg
- Zündfolge: 1 – 3 – 4 – 2